# NGC 6727
NGC 6727 ist ein Reflexionsnebel im Sternbild Südliche Krone. Das Objekt wurde am 15. Juni 1861 von Julius Schmidt entdeckt.